# Dumitru Pulbere
Dumitru Pulbere (n. 22 februarie 1952, Năvîrneț, raionul Fălești, RSS Moldovenească, URSS) este un jurist din Republica Moldova, fost președinte al Curții Constituționale a Republicii Moldova în perioada 1 martie 2007 - 28 septembrie 2011, deputat în Parlamentul Republicii Moldova între anii 1998-2001.
Anterior, din 2001 până în 2007, a fost judecător al Curți Constituționale, iar înainte de a deveni deputat, din 1979 până în 1998, a exercitat funcțiile de ajutor de procuror, viceprocuror și procuror în procuraturile raionale Strășeni, Comrat și Călarași.
În 2006 a fost decorat cu medalia Meritul Civic, iar în 2009 - cu Ordinul Republicii.